# Deras
Deras is een bestuurslaag in het regentschap Grobogan van de provincie Midden-Java, Indonesië. Deras telt 3691 inwoners (volkstelling 2010).